# Ефект Пельтьє
Ефект Пельтьє — явище виділення або поглинання тепла на контактах двох провідників при проходженні через них електричного струму.
Явище нагрівання або охолодження контакту між провідниками, коли через нього проходить електричний струм, відкрив французький фізик Жан Пельтьє (фр. Jean-Charles Peltier).
Якщо контакт нагрівається, то ефект Пельтьє називають позитивним, якщо охолоджується — негативним.
Кількість теплоти, яка виділяється чи поглинається при проходженні електричного заряду через контакт, пропорційна величині заряду, який проходить через контакт
{\displaystyle Q=\Pi q},
де Q — кількість теплоти, q — величина заряду, який пройшов через контакт, Π — коефіцієнт Пельтьє.
Коефіцієнт Пельтьє можна подати у вигляді різниці коефіцієнтів Пельтьє двох речовин
{\displaystyle \Pi _{12}=\Pi _{1}-\Pi _{2}}.

## Фізична природа
На контакті двох речовин виникає контактна різниця потенціалів. Тому для переходу через контакт носій заряду повинен або набрати певну енергію, або віддати її. У випадку, коли носій заряду набирає енергію, вона відбирається від теплових коливань ґратки, а у випадку, коли енергія віддається зарядом, вона переходить у тепловий рух. Як наслідок, контакт або охолоджується, або нагрівається. Ефект Пельтьє властивий як металам, так і напівпровідникам. У напівпровідниках він виражений краще.
Ефект Пельтьє використовується в деяких холодильниках.